# Intel 8008
Az Intel 8008 egy korai, bájtorientált mikroprocesszor, amit az Intel tervezett, majd dobott piacra 1972 áprilisában. Ez az első 8 bites processzor egy külső 14 bites címbusszal, amely így 16 KiB memóriát képes megcímezni. Eredetileg 1201 néven futott és a Computer Terminal Corporation (CTC) megbízásából a Datapoint 2200 nevű programozható terminálhoz készült. Mivel azonban a csip késett, valamint nem felelt meg a CTC elvárásainak, a 2200-as végül a CTC saját, TTL alapú rendszerét használta az Intel csipje helyett. Egy megállapodás viszont lehetővé tette az Intel számára, hogy piacra dobja a csipet más vevők számára, miután a Seiko használni szerette volna egy számológépben. A mikroprocesszor gyártását 1983-ban állították le.

## Története

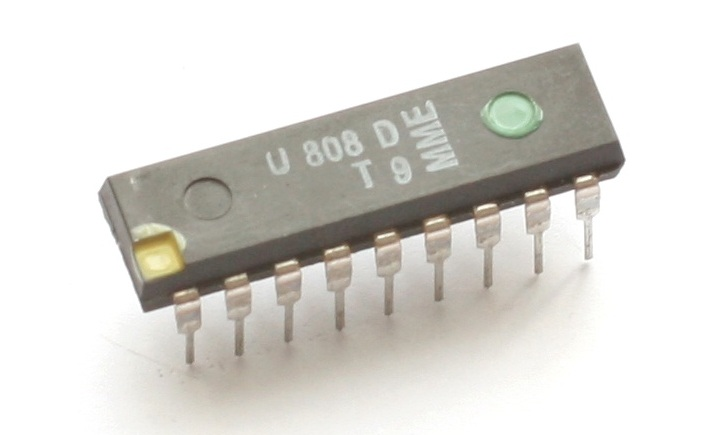
U808, egy keletnémet klón

A CTC San Antonio-ban alakult 1968-ban Austin O. „Gus” Roche és Phil Ray (mindketten a NASA mérnökei) irányítása alatt. Különösen Roche-t érdekelte egy asztali számítógép megépítése. A cég kezdetben egy ASR–33 géptávírót gyártott „Datapoint 3300” néven. A házat John „Jack” Frassantio szándékosan úgy tervezte meg, hogy az egy IBM Selectric írógép helyét foglalja el, és a képernyő képaránya is megegyezett az IBM 029 terminállal. Habár a gép sikeres volt, a 3300-as melegedési gondokkal küszködött, amik az áramkörök zsúfoltsága miatt jelentkeztek.
Hogy megoldják a melegedési és egyéb problémákat, újra kellett tervezni a gép belső áramköreit, hogy azt egy csip oldja meg. Kerestek valakit, aki le tud gyártani egy ilyen csipet. Roche az Intelhez fordult. Az Intel akkoriban inkább a memóriákban volt érdekelt. Roche találkozott Robert Noyce-szal, aki aggodalmát fejezte ki a koncepció iránt. Frassanito így emlékszik vissza: „Noyce azt mondta, hogy ez egy érdekes ötlet, és az Intel képes lenne megcsinálni, de az nagy hülyeség lenne. Ha van egy csiped, számítógépenként csak egyet tudsz belőle eladni, amíg memóriából több százat gépenként.” Egy másik nagy probléma az volt, hogy az Intel meglévő ügyfélköre az Intel memóriacsipjeit használta a saját processzorai mellé; tehát ha az Intel létrehoz egy saját processzort, akkor a vevőkör vetélytársként tekint majd az Intelre és máshol keres memóriát. Mindazonáltal Noyce beleegyezett egy 50 000 dolláros fejlesztési egyezménybe az 1970-es évek elején. A Texas Instruments (TI) is beszállt az üzletbe, mint másodlagos beszállító.
A TI az Intel tervei alapján képes volt gyorsan mintákat készíteni az 1201-esről, de ezek hibásnak bizonyultak, ezért elvetették. Az Intel saját változata pedig késett. A CTC úgy döntött, hogy a csip helyett az új terminálban TTL logikát (transistor–transistor logic, a digitális áramkörök egy olyan osztálya, melyben a logikai műveleteket tranzisztorokkal valósítják meg) fog használni. Az új szerkezet a Datapoint 2200 lett 1970 tavaszán. A CTC a Datapoint 2200 piacra dobása után szüneteltette az 1201 fejlesztését, mivel többé már nem volt rá szükség. Hat hónappal később a Seiko megkereste az Intelt az 1201-es miatt, amit egy tudományos számológépben szeretett volna felhasználni, miután látta a 4004-es sikerét a Busicom üzleti számológépében. Egy kisebb átalakítás következett, a csip a korábbi 16 helyett 18 kivezetést kapott, és 1971 végén az Intel az új 1201-est leszállította a CTC-nek.
Ahogy a CTC továbblépett, kifejlesztették a Datapoint 2200 II-t, ami gyorsabb volt és merevlemezzel is felszerelték. Az 1201-es nem volt elég gyors az új modellhez. A CTC véget vetett a befektetésnek, és ahelyett, hogy kifizette volna az 50 000 dollárt, az Intel megkapta a csipet, mint szellemi tulajdont. Az Intel a csipet átnevezte 8008-ra, és 1972 áprilisában bekerült a palettájába 120 dolláros áron. Az Intel kezdeti aggodalmai, miszerint a vevőköre elhagyja, alaptalannak bizonyultak, és a 8008-as kereskedelmileg is sikeres lett. Később követte az Intel 8080-as és a hatalmas sikerű x86-os processzorcsalád.
Az első csapat, amely a 8008-as köré épített rendszert, Bill Pentz és csapata volt a California State University Sacramento-ról (más néven Sacramento State, vagy Sac State). A „Sac State 8008” volt az első igazi mikroszámítógép, ami lemezek kezelésére képes operációs rendszerrel készült IBM Basic assembly nyelven PROM-ba. Színes kijelzőt, merevlemezt, billentyűzetet, modemet, nyomtatót, és audio/papír kazetta olvasót tudott kezelni. A project a Tektronix segítségével 1972 tavaszán indult, de csak egy évvel később lett sikeres. Bill Pentz később segítséget nyújtott az Intelnek a 8080 utasításkészletében, ami segített abban, hogy népszerű legyen ipari és hobbi felhasználásra.
1972-ben egy csapat az S. E. Laboratories-ról Tom Spank által vezetve a 8008 alapjaira szintén épített egy mikroszámítógépet. Joe Hardman kiegészítette ezt külső egységgel. Ez egyebek mellett megvédte az adatokat áramszünet bekövetkeztekor, ami a legtöbb gépből hiányzik (mai napig is).
Az Intel 8008 volt az a processzor, amelyet a legelső kereskedelemre szánt személyi számítógépekbe építettek (Micral, SCELBI).

## Kialakítása, technikai részletek

Az Intel 8008 mikroarchitektúrája (angolul)

- 10 μm-es PMOS technológiával készült
- 2500, más források szerint 3500 tranzisztor található benne
- a kezdeti verziók 0,5 MHz-en, majd a későbbi 8008-1 már 0,8 MHz-en futott
- sebesség 0,5 MHz-en, végrehajtási idők:
  - aritmetikai műveletek: 10 μs
  - memória és regiszter műveletek: 16 μs
  - hívások és ugrások: 22 μs
- az Intel 8008 8 bemeneti és 24 kimeneti portot tudott kezelni
- 45 000 – 100 000 utasítás másodpercenként (8008)
- 72 000 – 160 000 utasítás másodpercenként (8008-1)
- Nyolc 8 bites „scratchpad” regiszter: a fő akkumulátor (A) és hét másik regiszter (B, C, D, E, H és L). A H és L együtt egy M jelű virtuális regisztert alkotott, ami egy 14 bites indirekt memóriacím.
- 14 bites programszámláló (PC).
- Hét szintű hívási cím verem. Hét rekesz a korábbi hívásoknak, a nyolcadik az aktuális PC.
- Négy állapotjelző bit: átvitel (carry, C), páros paritás (P), nulla (zero, Z) és előjel (sign, S) bitek.
- Az indirekt memóriacímzés a H és L regisztert (HL vagy M) használja 14 bites mutatóként (a legfelső 2 bitet nem veszi figyelembe a processzor)

Habár a 8008 kevesebb utasítást tudott végrehajtani egy másodperc alatt, mint a 4004-es, de az adatokat 4 helyett 8 biten kezelte, így több memóriához fért hozzá, és sok alkalmazásban jelentősebb sebességet ért el.
A későbbi processzorok (Intel 8080, 8085, 8086) nagyban a 8008-as alapjaira épültek, de ez nem azt jelenti, hogy a 8008-as utasításainak van megfelelője a 8080-as jóval nagyobb utasításkészletében.
A 8008-as főleg vezérlő csipként és terminálokban működött a leghatékonyabban, bár néhány korai számítógép is támaszkodott erre a processzorra. Később az erre alkalmasabb 8080-as processzort alkalmazták személyi számítógépekben.
A 8008-as processzorcsaládot sokszor MCS-8-nak nevezik.

## Tervezők
A Computer Terminal Corporation részéről (utasításkészlet, architektúra):
- Victor Poor és Harry Pyle

Az Intel részéről (szilícium kivitelezés):
- Federico Faggin, aki a projekt vezetője lett, miután azt a CTC felfüggesztette
- Marcian „Ted” Hoff, Stan Mazor, Larry Potter, Hal Feeney